# Hemiceras kearfotti
Hemiceras kearfotti är en fjärilsart som beskrevs av Dyar 1908. Hemiceras kearfotti ingår i släktet Hemiceras och familjen tandspinnare. Inga underarter finns listade i Catalogue of Life.